# Национални контакт центар за безбедност деце на интернету
Национални контакт центар за безбедност деце на интернету је центар при Министарству трговине, туризма и телекомуникација који се бави превенцијом и реаговањем на угрожавање деце у дигиталном окружењу. Национални контакт центар за безбедност деце на интернету је почео са радом 27. фебруара 2017. године. Центар је покренут на основу безбедности деце на интернету, која налаже превенцију и едукацију из ове области као и оснивање центра за пријављивање свих врста злоупотреба интернета. Национални контакт центар  за безбедност деце на интернету је тренутно једина институција у региону која се бави превенцијом и реаговањем на угрожавање деце у дигиталном окружењу. Путем телефонског позива на 19833 омогућен је пријем штетног и нелегалног садржаја и понашања на интернету као и угрожености права детета.

## Сарадња
У складу са Уредбом о безбедности и заштите деце приликом коришћења дигиталних технологија, Центар у оквиру Министарства спроводи пројекте у циљу саветовања деце, ученика, наставника и осталих грађана о предностима и ризицима коришћења нових технологија.  У складу са природом пријаве, у процесу учествују и друге надлежне институције и службе. Центар сарађује са Тужилаштвом за високотехнолошки криминал, МУП-ом, Министарством просвете, центрима за социјални рад и домовима здравља. У оквиру Центра се налази платформа за развој информационог друштва, под слоганом „Паметно и безбедно“. Циљ ове платформе је едукација и подизање свести о неопходности брзог, правилног и усмереног укључивања грађана, образовног система и привреде у савремене дигиталне токове“. 
Најчешћи облици насиља на интернету су хакерисање, сајбер булинг или вршњачко насиље у виртуелном свету, трговина децом као и разни облици сексуалног злостављања. Области деловања које се налазе у оквиру рада Националног контакт центра за безбедност деце на интернету су дигитална безбедност, сајбер малтретирање, секстинг, трафикинг (трговина људима), крађа идентитета, преваре и остале незаконите активности и други облици искоришћавања и угрожавања деце.

## Дигитална безбедност
Дигитална безбедност се односи на заштиту од ризика који постоји приликом употребе информационо-комуникационих технологија. То укључује безбедност података, уређаја, информационих система, мрежа, организација али и појединца, посебно млађе популације као посебно рањиве.  Под злоупотребом интернета се сматра сваки садржај, радња или понашање које угрожава психички или физички интегритет детета као што су претње насиљем, ухођење, дечја порнографија и сл. што чини повреду права, добробити или здравственог статуса детета.

### Поступање Центра по пријему пријаве о угрожености детета на интернету
У складу са Уредбом о безбедности и заштити деце при коришћењу информационо-комуникационих технологија, на основу пријаве Национални контакт центар за безбедност деце на интернету при Министарству предузима следеће активности:
1. Доставља обавештење о поднетој пријави администратору интернет сајта у случају да наводи из пријаве упућују на непримерен или штетан садржај;
2. Прослеђује пријаву надлежном јавном тужилаштву, а информацију о поднетој пријави Служби за високотехнолошки криминал с циљем информисања и у сврху борбе против високотехнолошког криминала;
3. Прослеђује пријаву надлежном центру за социјални рад у случају да наводи из пријаве упућују на повреду права, здравственог статуса, добробити и/или општег интегритета детета као и обавештење надлежном дому здравља о поднетој пријави у случају да наводи из пријаве упућују на ризик стварања зависности од коришћења интернета;
4. Прослеђује пријаву инспекцији за информациону безбедност у случају да наводи из пријаве упућују на нарушавање безбедности или неодговарајуће поступање оператора ИКТ система од посебног значаја. [4]

### Поступање центара за социјални рад и домова здравља
На основу члана 7. Уредбе о безбедности и заштити деце при коришћењу информационо-комуникационих технологија, центри за социјални рад, након достављања пријаве, у оквиру своје надлежности врши процену ставова лица која се старају о детету (родитељи, хранитељи), утврђују степен утицаја нелегалних садржаја информационо-комуникационих технологија на дете, и пружају помоћ у складу са законом и својим овлашћењима.
Након достављања пријаве, надлежни дом здравља који може да пружи стручну помоћ утврђује, уколико постоји претходна сагласност пацијента, односно његовог законског заступника или старатеља, да ли постоји ризик стварања зависности или је створена зависност од коришћења интернета и пружа помоћ у складу са законом.
Запослени у центрима за социјални рад и домовима здравља упознају се са ризицима и штетним последицама који могу да настану за децу употребом ИКТ и обучавају се о начинима пружања помоћи деци у случају настанка штетних последица. 